# Colonización alemana de África

Colonias alemanas en África, 1914.

La colonización alemana en África tuvo lugar durante dos períodos distintos. En la década de 1680, el Margraviato de Brandeburgo, que luego lideraría el reino más amplio de Brandeburgo-Prusia, persiguió esfuerzos imperiales limitados en África occidental. La Compañía Africana de Brandeburgo fue constituida en 1682 y estableció dos pequeños asentamientos en la Costa del Oro, en lo que hoy es Ghana. Cinco años después, un tratado con el rey de Arguin en Mauritania estableció un protectorado sobre esa isla, y Brandeburgo ocupó un fuerte abandonado originalmente construido allí por Portugal. Brandeburgo, después de 1701, Reino de Prusia, persiguió estos esfuerzos coloniales hasta 1721, cuando Arguin fue capturado por los franceses y los asentamientos de la Costa del Oro fueron vendidos a la República Holandesa.
Más de un siglo y medio después, el Imperio alemán unificado se había convertido en una gran potencia mundial. En 1884, de conformidad con la Conferencia de Berlín, las colonias se establecieron oficialmente en la costa occidental africana, a menudo en áreas ya habitadas por misioneros y comerciantes alemanes. Al año siguiente, se enviaron cañoneras a África del Este para impugnar los reclamos de soberanía del Sultán de Zanzíbar sobre el continente en lo que hoy es Tanzania. Los asentamientos en la Guinea moderna y el estado de Ondo de Nigeria fracasaron en un año; los de Camerún, Namibia, Tanzania y Togo crecieron rápidamente en colonias lucrativas. Juntos, estos cuatro territorios constituyeron la presencia africana de Alemania en la era del nuevo imperialismo. Fueron invadidos y ocupados en gran parte por las fuerzas coloniales de las potencias aliadas durante la Primera Guerra Mundial, y en 1919 fueron transferidos del control alemán por la Liga de las Naciones y divididos entre Bélgica, Francia, Portugal, Sudáfrica y el Reino Unido.

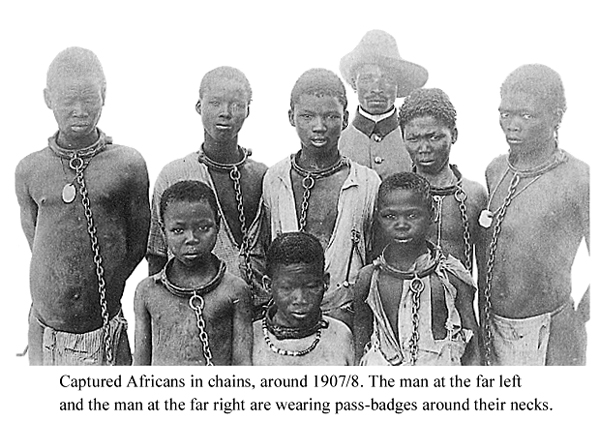
Colonización alemana de África, 1907/8

Las seis colonias principales del África alemana, junto con los reinos y las políticas nativas, fueron los precedentes legales de los estados modernos de Burundi, Camerún, Namibia, Ruanda, Tanzania y Togo. Partes del Chad contemporáneo, Gabón, Ghana, Kenia, Mozambique, Nigeria, la República Centroafricana y la República del Congo también estuvieron bajo el control de África alemana en varios puntos durante su existencia.

## Lista de colonias
- Establecidas por Brandeburgo-Prusia, 1682-1721:
  - Arguín
  - Costa del Oro brandeburguesa

- Establecidas por el Imperio alemán, 1884-1919:
  - África Oriental Alemana
  - África del Sudoeste Alemana
  - África Occidental Alemana
  - Kamerun y Neukamerun
  - Togolandia